# Odynerus natalensis
Odynerus natalensis är en stekelart som beskrevs av Henri Saussure. Odynerus natalensis ingår i släktet lergetingar, och familjen Eumenidae.

## Underarter
Arten delas in i följande underarter:
- O. n. lateromaculatus
- O. n. junctus
- O. n. flammens
- O. n. rufior